# Trumpler 16
Trumpler 16 (również Collinder 233) – gromada otwarta znajdująca się w mgławicy Carina w konstelacji Kila. Została skatalogowana przez Roberta Trumplera w jego katalogu jako Trumpler 16.
Wybrane obiekty znajdujące się w gromadzie:
- WR 25 (Tr16-177) – gwiazda podwójna, której jednym ze składników jest niezwykle masywna gwiazda Wolfa-Rayeta
- eta Carinae (Tr16-183) – jedna z najjaśniejszych znanych gwiazd
- Tr16-244 – gwiazda potrójna